# 九州国立博物館
九州国立博物館（きゅうしゅうこくりつはくぶつかん）は、福岡県太宰府市石坂にある歴史系の博物館。独立行政法人国立文化財機構が運営する博物館の1つで、2005年10月16日に開館。太宰府天満宮裏で、同宮所有の丘陵地に建設された。通称「九博」（きゅうはく）「九国」（きゅうこく）。館長は富田淳。2020年3月31日時点で、国宝4件、重要文化財42件を含む収蔵品の総数は1,279件。これとは別に、国宝2件、重要文化財12件を含む総数1,300件の寄託品を収蔵している。2019年度の平常展の展示替え件数は1,641件、展示総件数は1,894件。同年度の来館者数は約67万人で、平常展来場者は約35万人。

## 概要
100年以上の歴史を有する東京・京都・奈良の3つの国立博物館が美術系博物館であるのに対して、九州国立博物館は歴史系博物館として設立された。九州が日本におけるアジア文化との交流の重要な窓口であった歴史的かつ地理的背景を踏まえ「日本文化の形成をアジア史的観点から捉える博物館」を基本理念に、旧石器時代から近世末期（開国）までの日本の文化の形成について展示している。
また、アジア地方各地との文化交流を推進する拠点としての役割も持って建設されているため、アジア各地の民族美術の展示が行われたり、実際に体験できるようになっている。
岡倉覚三（天心）が九州にも国立級の美術館・博物館が必要であると説いてから100年。太宰府天満宮をはじめ関係各所の熱意により念願は結実し、現在では年間100万人以上の来場がある施設となっている。なお、九州で最も初詣の参拝客が多い同天満宮そばにあることから、他の国立博物館とは異なり元日から開いている。ただし、年末には12月25日頃から閉館するので注意が必要である。
日本において国立文化財機構が運営する「国立博物館」を称する博物館としては1897年設立の京都国立博物館以来、108年ぶりに新設された。日本の国立文化財機構が運営する国立博物館の中で最大の敷地面積と、1つの建物としては30,085m2と最大の延床面積を持つ博物館であり、開館当時はこのことが話題となった。（ただし東京国立博物館のメインとなる5つの展示館の合計延床面積60,420m²には大きく届かない。また国立文化財機構運営ではないが、国立歴史民俗博物館の延床面積の方が35,548m2、国立民族学博物館の延床面積の方が51,225m2と大きい）。なお、当館収蔵品のほか個人や法人からの寄託品も数多く保管している（所蔵品には含まない）。
公式キャラクターとして、自館所蔵作品である元行の「針聞書虫」をモチーフにした「はらのむし」が存在する。

## 沿革
出典/
- 1893年7月 - 江藤正澄・西高辻信厳（太宰府天満宮宮司）・吉嗣拝山が菅公千年祭記念の「鎮西博物館」設置を計画。福岡県の認可の元、募金活動を始めたが、翌年の日清戦争により挫折。
- 1896年 - 『鎮西博物館歴史参考之備品』が発表される。展示品として須恵器器台や石包丁・狛犬などが図示されている。
- 1899年2月 - 岡倉覚三（天心）が、古来からの外交の要としての九州に注目し、歴史討究のための九州博物館の必要性を主張。
- 1899年9月29日 - 『福岡日日新聞』（現在の『西日本新聞』）紙上に森鷗外の「我をして九州の富人たらしめば」が掲載される。
- 1927年2月 - 第52回帝国議会で山内伴造ら福岡県選出の代議士によって「九州博物館ニ関スル建議案」が提出され、衆議院本会議で可決。政府に提出。
- 1948年1月 - 文部省が昭和24年度予算に国立博物館長崎資料館の設置予算を計上したが、長崎市が原爆被害復旧優先を理由に返上。
- 1949年 - 福岡県が国立博物館九州分館誘致を決定。文部省に陳情。
- 1966年11月 - 総理府明治百年記念準備会議が「歴史民族博物館」建設を採択、閣議はこれを承認（最終的に千葉県佐倉市に国立歴史民俗博物館として建設）。
- 1967年11月 - 福岡県が国立歴史博物館の誘致を開始。
- 1980年4月 - 「博物館等建設推進会議」発足。機関紙『文明のクロスロードMuseum Kyusyu』刊行を中心とした建設運動が活発化。
- 1994年6月 - 第1回「新構想博物館の整備に関する調査研究委員会」開催。文化庁長官が九州設置について諮問。
- 1996年3月 - 文化庁が新構想博物館の設置候補地を福岡県太宰府市とすることを決定。
- 1999年5月 - 同委員会が「九州国立博物館（仮称）基本計画」を策定。
- 2002年4月 - 福岡県及び財団法人九州国立博物館設置促進財団が共同で建設工事（3年計画の第一年次）に着手。
- 2005年4月1日
  - 九州国立博物館設置。
  - 三輪嘉六が館長に就任。
  - 人事を発表。
- 2005年10月15日　開館。
- 2005年10月16日　一般公開開始。
- 2005年10月30日　最多入館者数21,797人。
- 2005年11月21日　入館者数50万人突破。
- 2006年2月19日　入館者数100万人突破。
- 2006年5月14日　入館者数150万人突破。
- 2006年8月31日　入館者数200万人突破。
- 2006年10月16日　開館1周年。入館者数220万人。
- 2007年3月2日　入館者数300万人突破。
- 2007年10月16日　開館2周年。入館者数約378万人。
- 2007年10月31日　天皇・皇后が常設展示を視察
- 2008年8月14日　入館者数500万人突破。
- 2008年12月13日　日中韓首脳会議（麻生太郎、温家宝、李明博）が開催される。
- 2010年6月11日　入場者数600万人突破。
- 2010年7月9日　国宝「奈良県藤ノ木古墳出土品」のうち、馬具「鉄地金銅張鐘形杏葉」1箇が、特別展に係る輸送中に毀損。
- 2010年11月3日　入場者数800万人突破。
- 2012年10月9日　入場者数1000万人突破。
- 2015年 開館10周年。記念展として東大寺正倉院宝物をはじめとする『美の国・日本展』が開催された。
- 2017年4月28日　毎週金曜日と土曜日の開館時間を、午後8時まで延長（夜の九博）
- 2017年8月19日　入場者数1500万人突破。
- 2020年　新型コロナウイルス感染症の感染拡大防止の観点から、2月27日から3月16日まで休館となる。（政府のあらためての要請もあり、3月17日以降も当面は臨時休館を延長する。）
- 2020年6月2日　再開館[5]。
- 2022年（令和4年）6月11–12日 第77期本因坊戦挑戦手合七番勝負（本因坊文裕（井山裕太九段）対一力遼棋聖）第4局開催[6]。文裕が196手まで中押勝ちし、本因坊11連覇を達成。当博物館では他に第44期棋聖決定七番勝負第4局（井山棋聖対河野臨九段）を開催されていたことがある。

### 特別展
NHK福岡放送局と西日本新聞社が主催者に名を連れており、九州・沖縄ブロックのNHK各局と西日本新聞社が宣伝を担当している。通常NHKは広告放送を禁止されているが、NHKの放送局が主催している関係で、特例として宣伝を行っている。民間放送での宣伝は、西日本新聞・西日本スポーツ発刊エリアのフジテレビ系列局とTVQ九州放送で西日本新聞社のCM扱いとして展開している。山口県と沖縄県が2009年3月いっぱいで、宮崎県と鹿児島県が2018年3月いっぱいを以て西日本新聞の発刊を終了し、それと同時に当該県での民放向けCMを打ち切った。

## 指定文化財
国立文化財機構所有、九州国立博物館保管の国宝・重要文化財は以下のとおり。

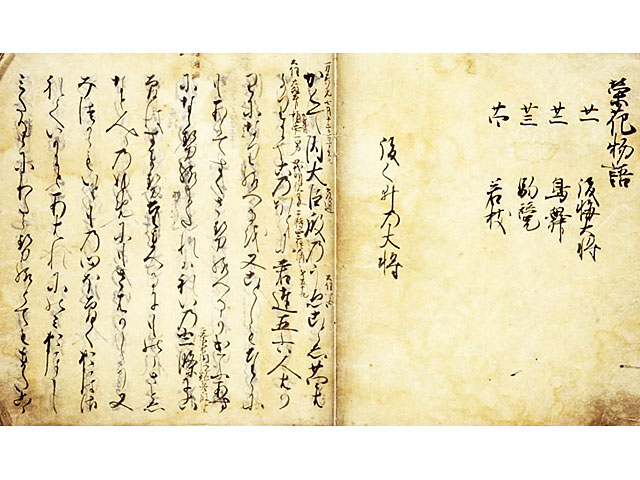
栄花物語 17帖のうち（巻二十一冒頭）

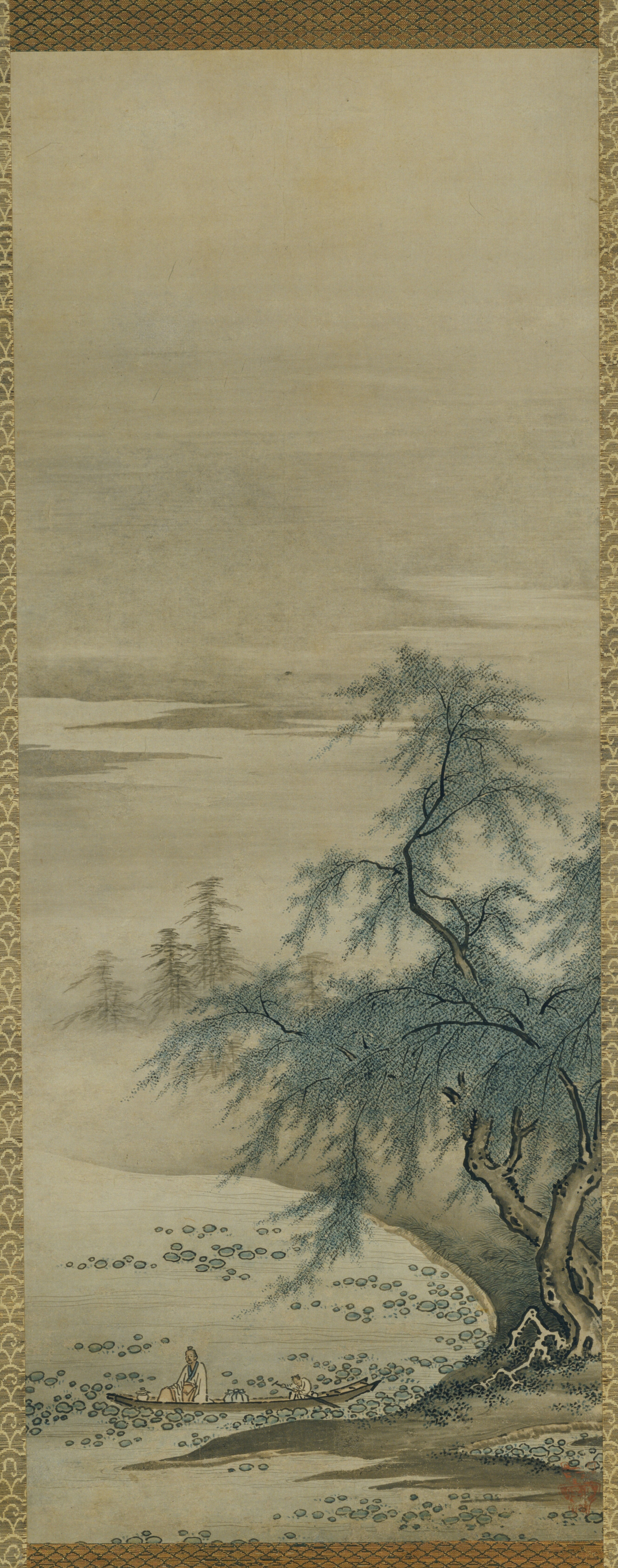
周茂叔愛蓮図 狩野正信筆

### 国宝
- 紙本墨画淡彩周茂叔愛蓮図 狩野正信筆
- 栄花物語 17帖
- 太刀 銘　来国光
- 刀 無銘則房[10]

### 重要文化財
- 絹本著色浄土曼荼羅図（大津市・円満院伝来）
- 絹本著色仏涅槃図 命尊筆
- 紙本著色病草紙断簡 3幅1枚 - 「頭の上がらない乞食法師」「侏儒」「屎を吐く男」（以上掛幅）、痣のある女（1枚）
- 紙本墨画布袋図 簡翁居敬賛 - 中国・南宋時代
- 紙本墨画淡彩山水図 2幅 狩野正信筆
- 紙本淡彩陸奥奇勝図 池大雅筆
- 紙本墨画日新除魔図　葛飾北斎筆 219枚（附：款記、識語類5枚）[11]
- 唐詩残篇
- 古今和歌集巻第二・第四断簡（亀山切）
- 継色紙（われみても）[12]
- 大燈国師墨蹟 上堂語（凩墨蹟）
- 孤峯覚明墨蹟 与保樹大姉法語 南北朝時代
- 馮子振墨蹟 与放牛光林語 中国・元時代
- 宋版圜悟心要（えんごしんよう）
- 石造浮彫三尊仏龕（ぶつがん） - 中国・唐時代（長安・宝慶寺伝来）
- 石造浮彫三尊仏龕 - 中国・唐時代（長安・宝慶寺伝来）
- 銅造如来立像（弥勒仏立像） - 中国・北魏時代、太平真君4年（443年）[13]
- 木造阿弥陀如来立像（京都府亀岡市・元明院伝来）
- 木造聖観音立像（観音菩薩立像）（京都市・清和院伝来）
- 木造聖観音立像（観音菩薩立像）
- 奈良三彩壺 - 奈良時代
- 緑釉四足壺 - 猿投窯、平安時代
- 色絵藤棚文大皿 - 鍋島
- 色鍋島松竹梅文瓶子[11]
- 法花蓮鷺文壺[14]
- 菊蒔絵手箱
- 亀甲地螺鈿鞍
- 花鳥蒔絵螺鈿聖龕
- 油滴天目茶碗 - 中国・南宋時代
- 芦屋楓流水鶏図真形釜（しんなりがま）
- 孔雀文鎗金（そうきん）経箱 - 中国・元時代、1315年
- 銅鐘 高麗時代、金の承安六年銘
- 大和国添上郡楢中郷家地手継券文（十六通）1巻
- 古文書手鑑（78葉）[15]
- 朝鮮国告身 1通　万暦二十二年 / 慶尚道観察使兼巡察使洪履祥伝令幷書状 2通 万暦二十二年[16][17]
- 対馬宗家関連資料 14,033点
  - 印章（図書・木印）37点
  - 朝鮮国書契・書簡 16点
  - 文書・記録類 13,780点
  - 書画・器物類 200点
  - 附：文書箱 45点
- 琉球国中山王書翰並貢物目録 23通（附：書翰箱2合）（東京国立博物館と分有）
- 安南国副都堂福義侯阮書簡 日本国国王宛 1通、安南国文理侯書簡 日本国商人市良碧山伯等宛 1幅[18][19]
- 蝦夷島奇観 13帖　秦檍麿筆[17][20]
- 白釉経筒 福岡県四王寺山経塚出土
- 彩画人馬鏡 - 秦時代
- 多宝千仏石幢（せきどう） - 中国・遼時代、「建造物」として重要文化財指定、前所在京都国立博物館

以下の重要文化財は福岡県（福岡県立アジア文化交流センター）所有、九州国立博物館保管である。
- 銅戈鎔笵 福岡市多田羅字大牟田出土
- 銅釧鎔笵 福岡市多田羅字大牟田出土
- 鬼瓦 太宰府都府楼跡出土

### その他遺物
- 縄文土器類
- 弥生土器類
- 十字形石製品
- アジア遺物
- イスラーム遺物

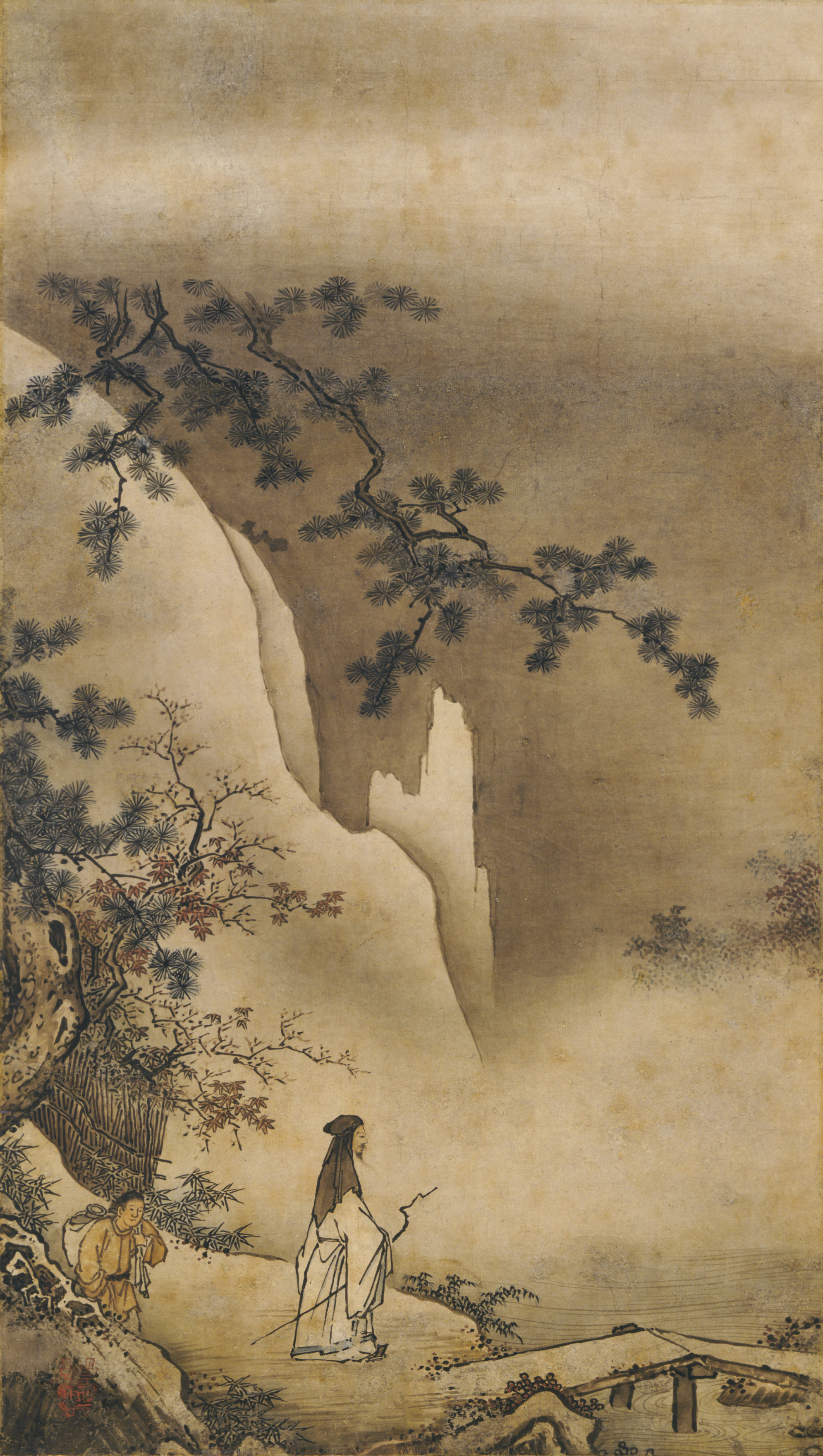
山水図（双幅のうち）狩野正信
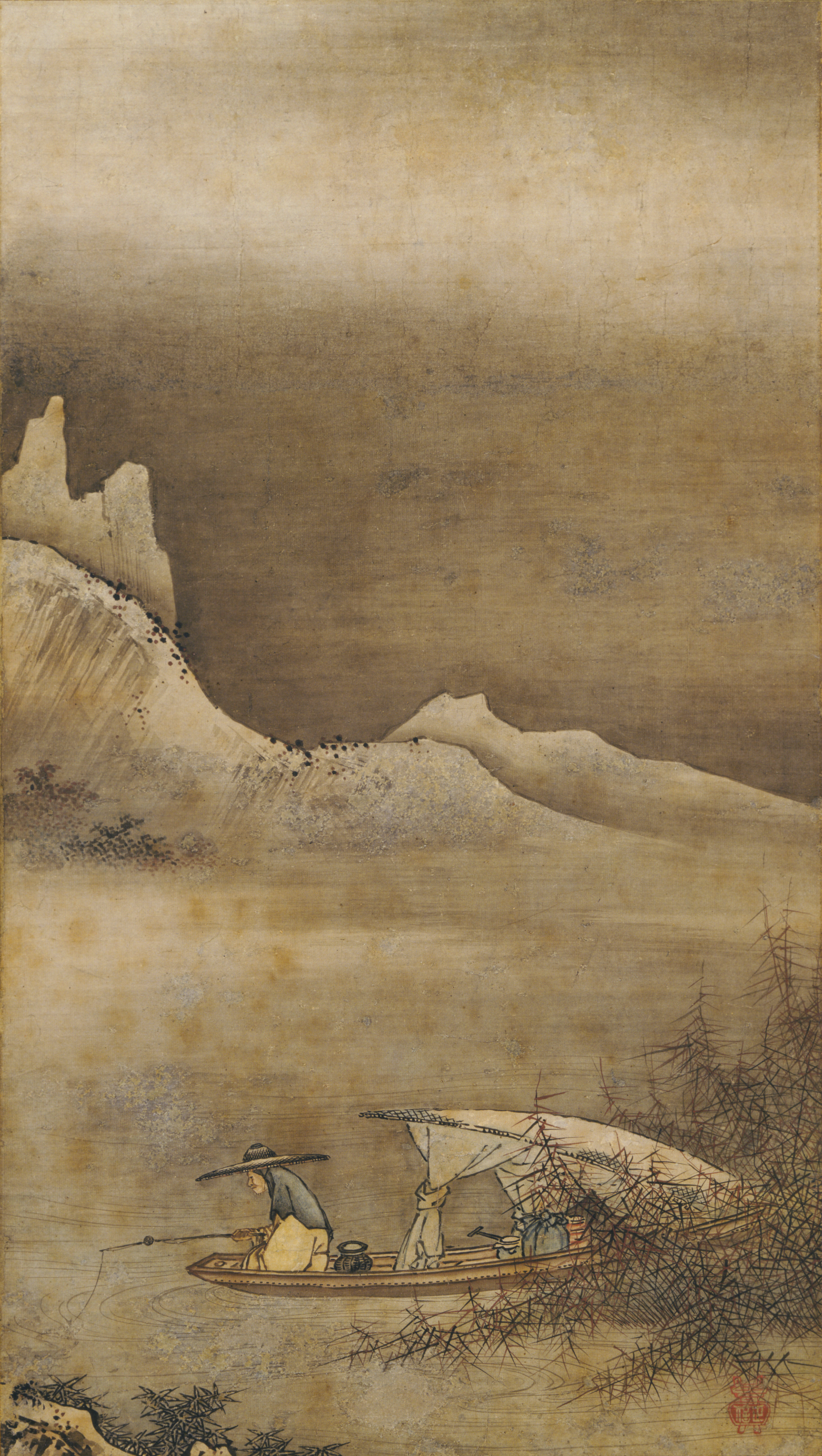
山水図（双幅のうち）狩野正信
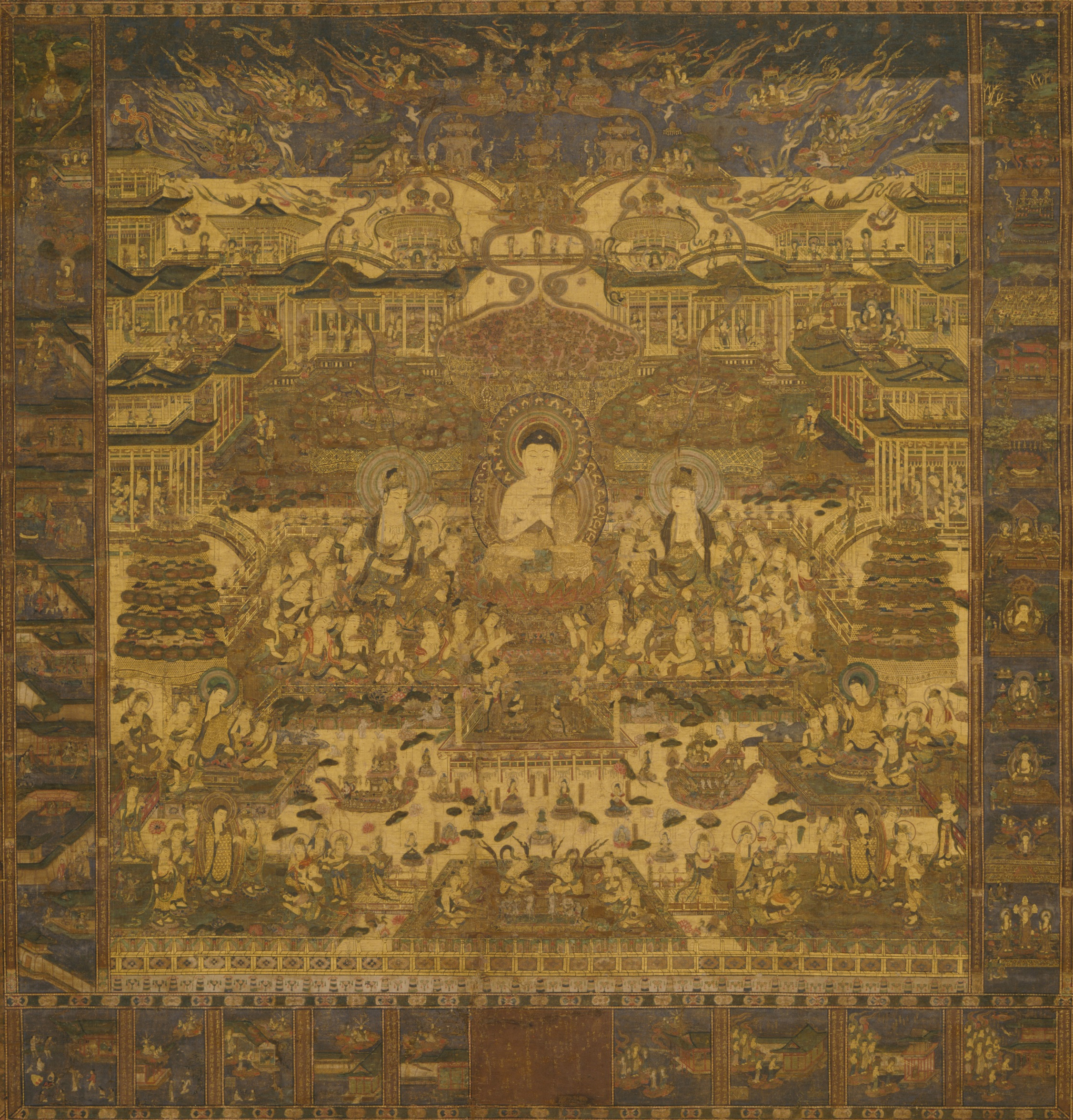
浄土曼荼羅図

## 開館時間・休館日
- 開館時間：9時30分～17時00分（入館は16時30分まで）

　※特別展開催期間中の金曜・土曜は9時30分～20時00分（入館は19時30分まで）
- 休館日：月曜日（月曜日が祝日・振替休日の場合は翌日）、年末

## 観覧料（文化交流展）
2020年4月1日現在
- 大人 - 通常料金700円
- 大学生 - 通常料金350円
- 下記該当者は無料。
  - 障害者手帳[22]所持者。
  - 高校生以下・18歳未満・満70歳以上[23]
- キャンパスメンバーズ会員

入館料支払いには、クレジットカード、電子マネーが使用可能。

## アクセス
- 西鉄太宰府線太宰府駅より徒歩15分。
- 太宰府天満宮より徒歩10分。（「虹のトンネル（連絡通路）」経由）
- JR鹿児島本線二日市駅より西鉄バス二日市(1-2)太宰府ゆきに乗車、九州国立博物館前バス停より徒歩3分。
- マイカーの場合、九州自動車道太宰府インターチェンジより8.5km。
- 駐車場あり。

## 館長
- 初代：三輪嘉六[25]（2005年4月1日 - 2015年3月31日）
- 2代：島谷弘幸[26][27][28]（2015年4月1日 - 2023年10月19日）
- 3代 : 富田淳[29][30]（2023年10月20日 - ）

## 建築概要
- 設計 - 菊竹清訓建築設計事務所・久米設計
- 照明 - 近田玲子デザイン事務所
- 竣工 - 2004年
- 施工
  - I工区
    - 建築：鹿島・間・高松特定建設工事共同企業体
    - 空調：大氣・大成温・菱熱特定建設工事共同企業体
    - 電気：きんでん・佐電工・キデン特定建設工事共同企業体
    - 衛生：空研工業

  - II工区
    - 建築：大成・西松・松尾特定建設工事共同企業体
    - 空調：三晃・大成設・大橋特定建設工事共同企業体
    - 電気：九電工・六興・島田特定建設工事共同企業体
    - 衛生：新永設備

  - I・II工区
    - 特殊消火設備：能美防災
    - 昇降機設備：ダイコー
- 敷地面積 - 160,715m²
- 建築面積 - 14,623m²
- 延床面積 - 30,085m²
- 構造 - S造、SRC造
- 規模 - 地上5階、地下2階
- 所在地 - 〒818-0118 福岡県太宰府市石坂4-7-2
- 受賞 - 日本免震構造協会賞（2005年）、照明普及賞（2005年）
- その他−屋根：チタン製(三晃金属工業施工・新日鐵住金製チタンTranTixxii）ブルー発色

## スーパーハイビジョンシアター（旧称：シアター4000）
4階の文化交流展示室内に「スーパーハイビジョンシアター」と呼ばれるスーパーハイビジョンシアターがあり、「受け継がれるおもい、小さな島の教会群」「不思議・再発見！200年前の日本地図」「じろじろ ぞろぞろ 南蛮屏風」「海の正倉院・沖ノ島」「世界をとらえた日本のわざと美」「シルクロード　敦煌の仏たち」と題した映像ソフトを10:00〜16:30の間、30分ごとに上映している。

### 関連人物
- 西高辻信良
- 二階堂進
- 河合隼雄
- 高倉洋彰
- 樋口隆康
- 王貞治 - 評議員を務める